# Drosophila calceolata
Drosophila calceolata este o specie de muște din genul Drosophila, familia Drosophilidae, descrisă de Oswald Duda în anul 1926. Conform Catalogue of Life specia Drosophila calceolata nu are subspecii cunoscute.